# Projeto dos Grandes Primatas

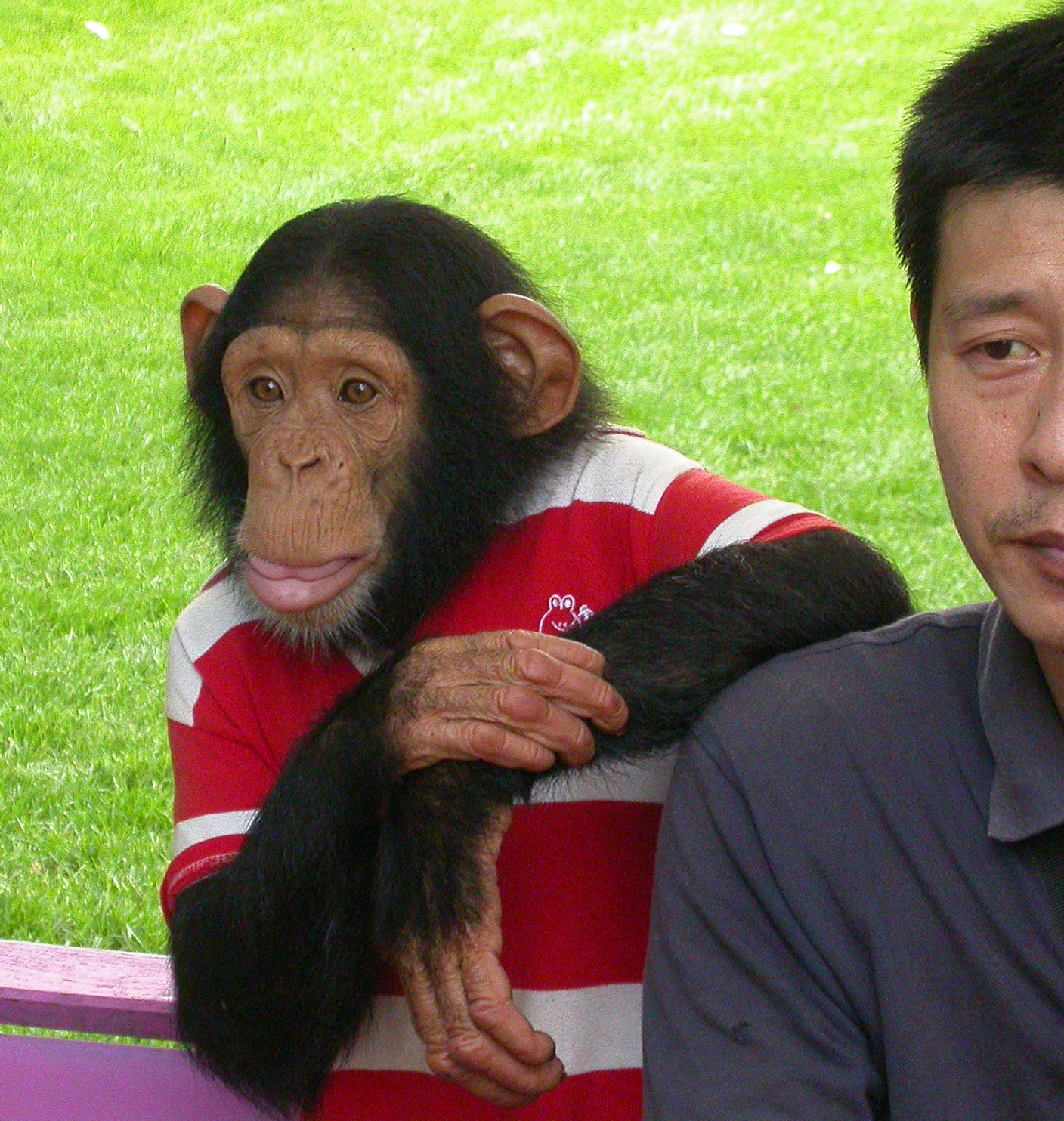

O GAP (Projeto de Proteção dos Grandes Primatas) é um movimento internacional com o objetivo de garantir direitos básicos aos Grandes Primatas: Chimpanzés, Gorilas, Orangotangos e Bonobos.

## Direitos
O conceito de Direitos Animais proíbe o uso de animais não-humanos como meios para fins humanos (alimentação, roupa, companhia, entretenimento, estudo, pesquisa médica...), reconhecendo-os como fins em si. A abrangência desta ideia é uma discussão à parte: De acordo com Tom Regan devemos estendê-la a todos os animais que sejam "sujeitos-de-uma-vida", ou seja, que existem e sabem que existem, possuem uma vida e são sencientes. Mesmo assim, é de concordância geral que se os direitos devem ser aplicados em etapas, o primeiro e decisivo passo seria incluir os grandes primatas, uma vez que eles além de serem os nossos parentes evolutivos compartilham conosco 98,6% do DNA.
De acordo com essa filosofia os animais, bem como os humanos sem a capacidade do raciocínio (Argumento dos Casos Marginais) teriam os seguintes direitos:
1. O direito à vida
2. A proteção da liberdade individual
3. A proibição de tortura

É importante salientar que esta filosofia não incorre em nenhum tipo de dever dos animais não-humanos (um macaco não poderia ser preso caso roubasse alguém, por exemplo), uma vez que para isto é necessária a racionalidade bem como a concordância pessoal ou social com estes.

## O Projeto
O Great Ape Project (Projeto dos Grandes Primatas), ou GAP, é um movimento internacional criado em 1994, cujo objetivo maior é lutar pela garantia dos direitos básicos a vida, liberdade e não-tortura dos grandes primatas não humanos - Chimpanzés, Gorilas, Orangotangos e Bonobos, os parentes mais próximos do homem no mundo animal. Para tanto o projeto criou a Declaração Mundial dos Grandes Primatas, documento que oficializa os direitos creditados a estes animais.
O GAP nasceu a partir de ideias desenvolvidas em um livro de mesmo nome, escrito pelos filósofos Paola Cavalieri e Peter Singer, este último considerado um dos precursores no mundo do movimento de defesa de direitos dos animais. No livro, os autores e outros especialistas, entre os quais a primatóloga britânica Jane Goodall, explicam que os seres humanos e os grandes primatas compartilham características como organização social, comunicação e fortes laços afetivos entre os indivíduos, o que lhes conferem inteligência e, consequentemente, direitos muito similares aos nossos.
Atualmente o GAP tem representações em vários países, entre eles o Brasil. Aqui as primeiras ideias foram implantadas por volta do ano 2000 na cidade de Sorocaba, interior de São Paulo. Um chimpanzé órfão de 3 meses de idade foi adotado e criado como humano pelo microbiologista Pedro Ynterian, que acabou fundando o primeiro santuário brasileiro para os animais. O "bebê" ganhou o nome de Guga (veja em 'Nossos Hóspedes') e despertou o interesse pela pesquisa e acompanhamento de chimpanzés vítimas de maus-tratos no país, dando início as atividades do GAP Brasil.
No ano de 2006 o "braço" do GAP no Brasil passa a ser representado oficialmente pela ONG Projeto GAP - Grupo de Apoio aos Primatas. Em 2008, o país conta com quatro santuários afiliados e alinhados com as ideias do Great Ape Project que hospedam 71 chimpanzés, a maioria recuperados após sofrerem maus-tratos em circos e estarem em condições inadequadas em zoológicos.